# ソフィア・ジェクス＝ブレーク

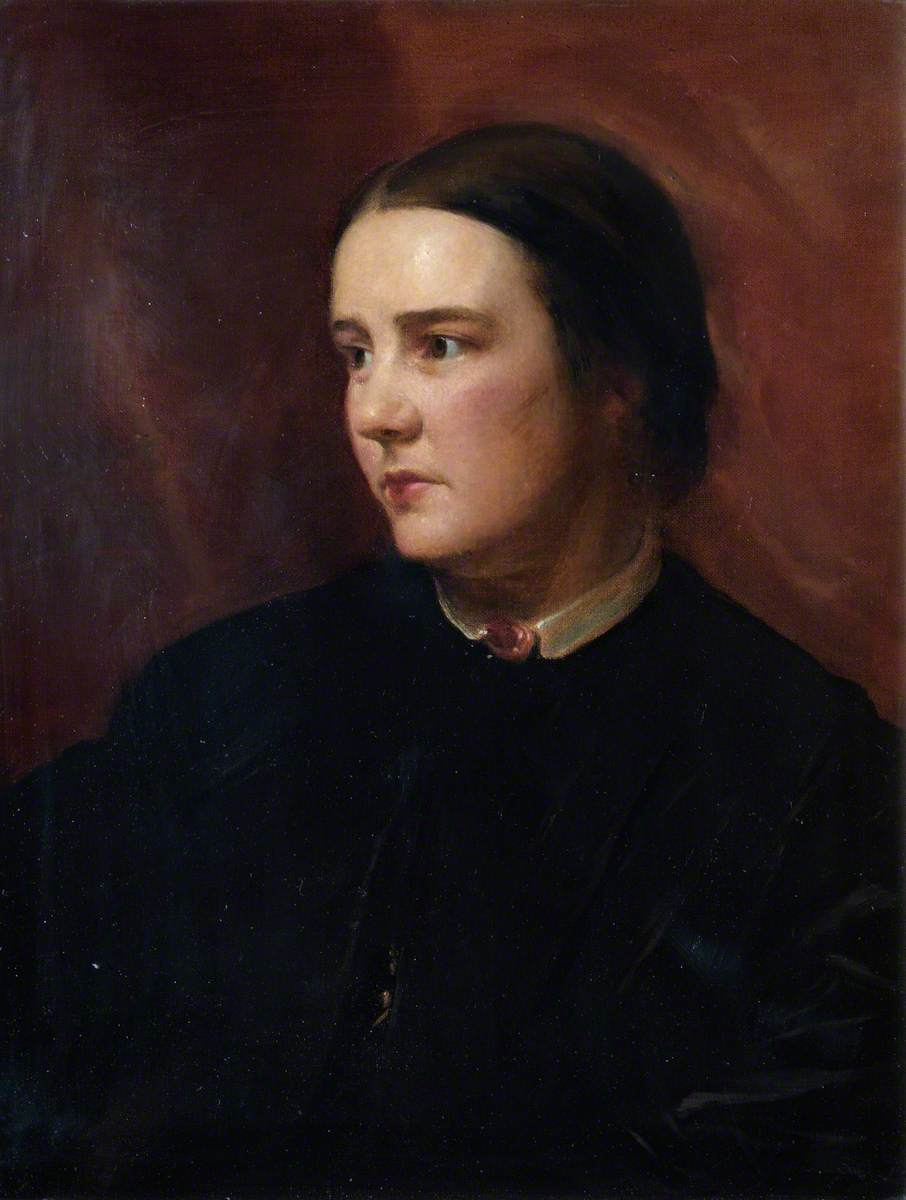
25歳の時の肖像画

ソフィア・ジェクス＝ブレーク（Sophia Louisa Jex-Blake、1840年1月21日 - 1912年1月7日）はイギリスの医師、教師、女性運動家である。女性が大学で教育を受けることができるように運動し、1869年からエディンバラ大学で医学の教育を受け始めた。ジェクス＝ブレークに共鳴しエディンバラ大学に入学した他の6人の女子学生と「エディンバラ・セブン」と呼ばれた一人である。スコットランド最初の女性医師となった。女性が医学を学ぶための学校の創立者でもある。

## 略歴
イースト・サセックスのヘイスティングスに引退した法律家の娘に生まれた。兄は後にウェルズ大聖堂の大主教（Dean of Wells）となるトーマス・ジェクス＝ブレークがいる。南イングランドのプライベート・スクールのいくつかで学んだ後、両親の反対に抗して、女子学校のロンドン・クィーンズ・カレッジに1858年に入学した。1859年に学生のまま、カレッジの数学の講師となり、1861年までカレッジに留まり、社会改革家のオクタヴィア・ヒルと交流した<。女性の教育について学ぶためにアメリカに渡り、アメリカにおける男女共学の発展に影響を受け、後に"A Visit to Some American Schools and Colleges" を出版した。ボストンの女性と子供のための病院で、アメリカの女性医師のパイオニア、ルーシー・スメルと出会い親友となり、病院でしばらく助手として働き、医師となる決意をした。1867年に病院の先輩スーザン・ディモック（Susan Dimock）とハーバード医学校の学長に入学を希望する手紙を送るが、1ヶ月後、大学は女性を受け入れる規定がないと拒絶された。翌年、ニューヨークにエリザベス・ブラックウェルが設立した医学校に入学したいと思ったが、父親が没し、母親と過すためにイギリスにも戻らなければならなかった。
1869年に女性運動家のジョセフィン・バトラーが編集した"Women's Work and Women's Culture" に"Medicine as a profession for women" という論文を書き、女性が本能として、患者の世話に適していること、女性教育が家庭内の技術の教育に留まっていること。女性の能力が男性よりも劣っている証拠のないこと、公正な教育と試験が行われるべきであることを主張した。
エディンバラ大学に受講の申請をするが大学は「1人の女性の興味のために講義を用意することはできない」として拒否した。ジェクス＝ブレークはスコットランドの新聞、スコッツマンなどに広告を出して、一緒に参加する女性を募った。6人の参加者が集まり、医学の学位に必要なすべての授業と試験に参加する権利を求め、これは大学当局に承認され、エジンバラ大学は女性の受講を認めた最初のイギリスの大学となった。
医学教育に女性が参加することは、大きな反発と議論を呼んだ。女性が同じ条件で男性に対抗できることが証明され始めると、学生たちの嫌がらせを受け、1870年11月1日の"Surgeons' Hall Riot"と呼ばれる事件で反発は頂点に達した。解剖学試験に臨む女子学生に数百人の群集が集まり、女子学生をやじり、ごみを投げつけた。
この事件はイギリスで大きなニュースとなり、女子学生たちは逆に多くの支援者を集めた。結局、大学の有力な医学部のメンバーによって女性の学位取得は拒否され、1873年にこの運動は失敗に終わるが、女性の高等教育への参加に大きな貢献をした。
1874年に、ジェクス＝ブレークはロンドン女子医学校の設立に協力し、啓蒙運動や研究を続けた。医療法が改正され、医療機関は性別を問わず採用することが許可された。新しい法律は、アイルランド医科大学で最初に採用された。ジェクス＝ブレークは、スイスのベルンの大学で医学試験に合格し1877年1月にMDの学位を受け、この法律の恩恵はうけなかった。アイルランドで医師の認定資格を取得し、イギリスで3番目の女性医師となった。
エディンバラに戻り、1878年6月に医師を開業し、スコットランドで最初の女性医師となった。翌月、貧しい女性が安い費用で診療を受けられる診療所も開いた。1881年に母親が没した後、しばらく欝の日々を過ごすが、1886年にエディンバラ女子医学校を設立した。女性職員が運営する病院（Edinburgh Hospital and Dispensary for Women）を作り上げた。エディンバラ女子医学校は小規模であったが、有名な医師、イングリス(Elsie Inglis)らが学んだ。1892年にエディンバラ大学が女子学生を受け入れるようになるとその役割を終えた。
ジェクス＝ブレークは1889年にエディンバラの病院を退職するが、その後も医療に携わった。

## 著作
- Jex-Blake, Sophia (1867). A Visit to Some American Schools and Colleges. London: Macmillan and Company
- Jex-Blake, Sophia (1872). Medical Women: A Thesis and a History
- Jex-Blake, Sophia (1876). The Practice of Medicine by Women — written with Edith Pechey and Isabel Thorne
- Jex-Blake, Sophia (1877). Puerperal Fever: an Inquiry into its Nature and Treatment: A Graduation Thesis
- Jex-Blake, Sophia (1884). The Care of Infants: A Manual for Mothers and Nurses. London: Macmillan and Company